# Drei Schwätzer

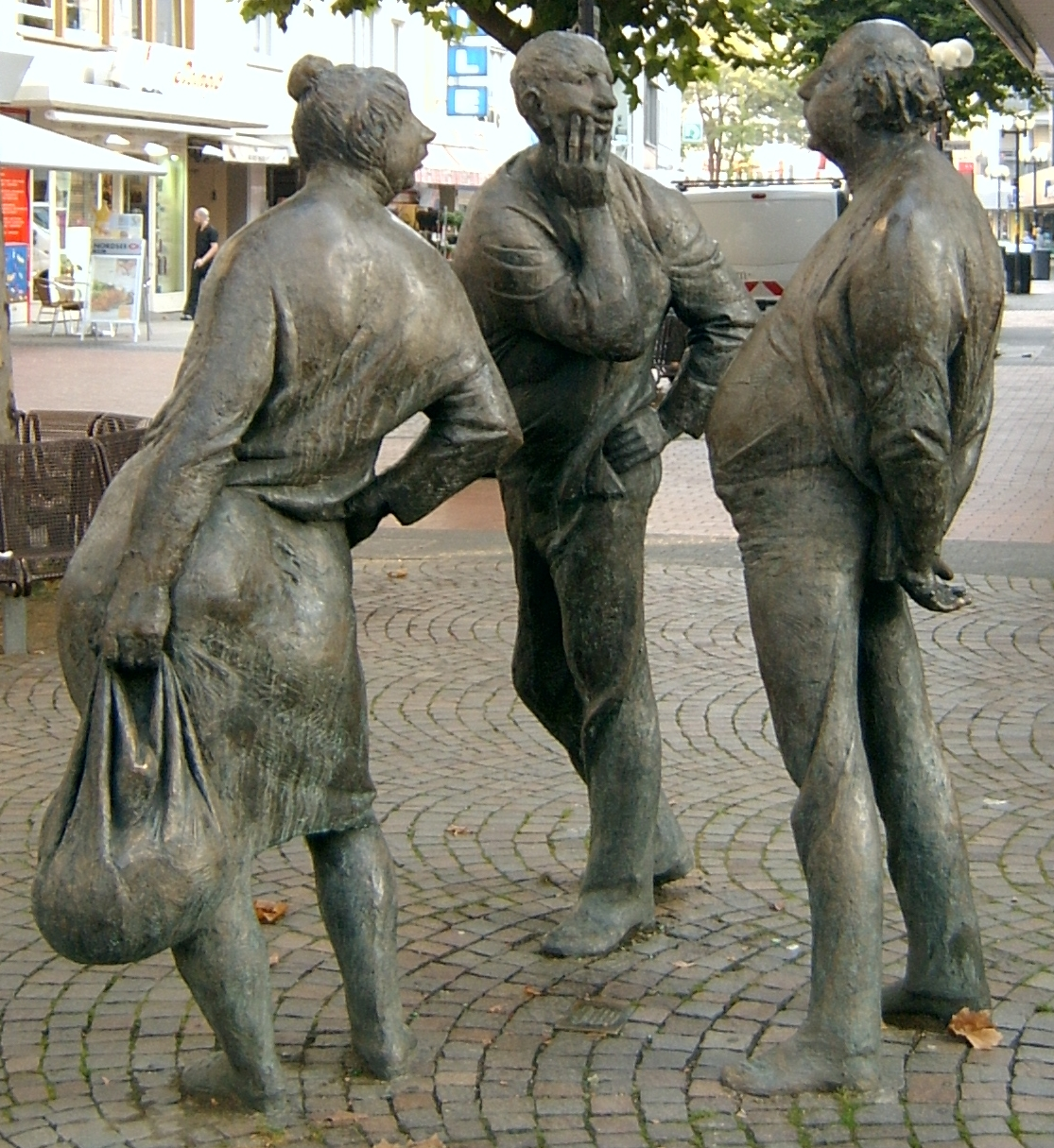
Die Drei Schwätzer

Die Drei Schwätzer sind eine von Karl-Henning Seemann geschaffene Bronzeskulptur in der mittelhessischen Stadt Gießen. Sie stehen in der innerstädtischen Fußgängerzone an der Einmündung der Plockstraße in den Seltersweg.
Stifter des Kunstwerkes war die Volksbank Gießen (heute Volksbank Mittelhessen) anlässlich der Feierlichkeiten ihres 125-jährigen Jubiläums und am 5. September 1983 erfolgte im Beisein von Oberbürgermeister Hans Görnert (CDU) die Enthüllung. Seemanns Intention war, mit der Skulptur Menschen der Heimat zu symbolisieren, die ein Gespräch führen – kein Streitgespräch, sondern eine normale Unterhaltung, wie sie sich tagtäglich zwischen Bürgern in der Innenstadt entwickelt. Das Trio stieß überwiegend auf sehr positive Resonanz. In den Anfangsjahren versahen Passanten die Schwätzer von Zeit zu Zeit mit Hüten, Brillen und Einkaufstaschen und steckten den Figuren Zigaretten in den Mund beziehungsweise Zeitungen oder Kartoffelchipstüten unter die Arme. Zwar erlebten sie im Laufe der Jahre auch mehrere Farbanschläge, mittlerweile haben sie sich aber zu einem Wahrzeichen der Stadt, das sogar auf einer eigenen Modelinie verewigt wurde, sowie zu einem beliebten Treffpunkt entwickelt.
Zwischen April 1991 und Januar 2011 gab Willi Rüspeler den dreien in seiner wöchentlichen Rubrik Die drei Schwätzer meinen heute im Gießener Anzeiger eine Stimme und ließ die von ihm Mariechen, Waldemar und Justus getauften Figuren mal spöttisch, mal ironisch in kurzen Bildfolgen das aktuelle Stadtgeschehen kommentieren. Darüber hinaus fand in Gießen zwischen 2001 und 2004 der nach der Skulptur benannte Straßenkunst-Wettbewerb „Gießener Schwätzer“ statt.